# 陈良廷
陈良廷（1929年—2020年4月23日），广东潮阳人，中国翻译家，曾翻译过多本美国小说。

## 生平
陈良廷1929年生于广东省潮阳县，中学就读于上海光华实验中学，1947年被光华大学（现华东师范大学）录取。毕业后，他担任华纳电影公司上海分公司字幕翻译，编辑电影刊物《水银灯》。1951年起开始参与外国文学翻译，1960年代时任职于上海市编译所，1978年起研究译介美国当代戏剧和流行小说。2003年，陈良廷获中国翻译工作者协会授予资深翻译家称号。此外，他也是中国作家协会会员、上海市文史研究馆馆员。
2020年4月23日，陈良廷逝世，享耆寿91岁。

## 家庭
1951年，陈良廷与同为翻译家的刘文澜结婚。刘文澜的父亲刘仁静是中国共产党早期领导者之一。

## 翻译作品
- 《老人与海》[4]
- 《乞力马扎罗山的雪》[5]
- 《乱世佳人》[6]
- 《纳尼亚传奇》[7]
- 《马耳他之鹰》[8]